# Brloh (ort i Tjeckien, Södra Böhmen)
Brloh är en ort i Tjeckien.   Den ligger i regionen Södra Böhmen, i den sydvästra delen av landet, 130 km söder om huvudstaden Prag. Brloh ligger 564 meter över havet och antalet invånare är 1 039.
Terrängen runt Brloh är lite kuperad.Runt Brloh är det ganska tätbefolkat, med 60 invånare per kvadratkilometer. Närmaste större samhälle är České Budějovice, 19,3 km öster om Brloh. I omgivningarna runt Brloh växer i huvudsak blandskog.